# EVERYTHING MUST PASS
EVERYTHING MUST PASS（エヴリシング・マスト・パス）は大阪府と新潟県の出身者から成るバンドである。2009年5月30日をもってSHAMEから改名した。

## メンバー
- CUTT（前田 一人/まえだ かずひと、1977年3月17日 - ）ボーカル＆ギター・兼ORCA
- TAKEYA（吉村 猛哉/よしむら たけや、1977年6月30日 - ）ギター
- KOSYO（奥滝 晃将/おくたき こうしょう、1977年12月12日 - ）ベース
- JUN（斎藤 潤/さいとう じゅん、1982年5月24日 - ）ドラムス

## 来歴
- 2009年7月 初ライブを行う。
- 2009年9月 1st マキシシングルを発売。
- 2009年12月 2nd マキシシングルを発売。。
- 2009年12月9日 SOUND DESIGNER誌100号にて「Absolute, Abstract」のマルチトラックを公開。
- 2009年12月15日 KOSYO脱退を発表。
- 2009年12月23日 初のワンマンライブをO-Crestにて行う。

## ディスコグラフィー

### シングル
- 「E-Beta 1」（2009年9月16日）
- 「E-Beta 2」（2009年12月3日）

### 参加作品
- 「Absolute, Abstract」 サウンドデザイナー2010年1月号特別付録ミックスコンテスト課題曲（2009年12月9日）